# Peribaea anthracina
Peribaea anthracina là một loài ruồi trong họ Tachinidae.